# Hevesi József (színigazgató)
Hevesi József, Winkler (1854. május 27. – Budapest, 1926. október 3.) színész, színigazgató.

## Életútja
1860—1866-ig Kecskeméten járta iskoláit, majd betűöntő lett, de nemsokára megunva a mesterséget, 1874-ben felcsapott Thália papjává, jó pajtásai társaságában: Újváry Károllyal és ifj. Fehérváry Antallal. 1878-tól kisebb társulatoknál lépett fel. 1878-ban Aranyossy Gyula, 1881–82-ben Kétszery József, 1883-ban Nyéki János, 1884–87-ben Jáni János voltak az igazgatói. 1893-tól konzorciumos igazgatóként működött, megfordult Homonnán, Gálszécsen, Szerencsen és Kisújszálláson is, mindenhol sikert aratott. 1906-ban nyugalomba vonult.
Felesége Horváth Erzsébet, színésznő, született 1855-ben, Győrött, meghalt 1926. április 2-án Budapesten. Színpadra lépett 1870-ben, Dalmay Artúrnál.